# Nanker Phelge
Nanker Phelge er et pseudonym som blev brugt af The Rolling Stones, for at betegne gruppekompositioner. 
Pseudonymet blev brugt på numre som blev indspillet i perioden 1963 – 1965, noget som indebærer at alle sange er krediteret til Nanker Phelge er skrevet af gruppens oprindelige besætning. 
- Mick Jagger
- Keith Richards
- Brian Jones
- Bill Wyman
- Charlie Watts

## Numre krediteret som Nanker Phelge
- Stoned – (Okt. 1963) (Ian Stewart er også påført)
- «Little by Little» – sammen med Phil Spector og Ian Stewart (The Rolling Stones (England's Newest Hit Makers), 1964)
- Andrew's Blues (Feb. 1964; aldrig udgivet)
- And Mr. Spector And Mr. Pitney Came Too — krediteret sammen med Phil Spector (indspillet Feb. 1964, udgivet uofficielt på Metamorphosis fra Feb. 1975)
- Now I've Got a Witness (The Rolling Stones (England's Newest Hit Makers), Apr. 1964)
- Stewed And Keefed (Brian's Blues) (indspillet Jun. 1964; aldrig udgivet)
- 2120 South Michigan Avenue (12 X 5, Aug 1964)
- Empty Heart (Aug. 1964; '12 X 5)
- Play With Fire (Out of Our Heads, Feb. 1965)
- The Under Assistant West Coast Promotion Man (Out of Our Heads, Maj 1965)
- I'm Alright (Out of Our Heads, 1965) ) (Nogle gange krediteret som Phelge/Ellas_McDaniel)
- Aftermath (indspillet i i 1965; aldrig udgivet)
- Off the Hook (The Rolling Stones, Now!, 1965)
- Sad Day (single, 1966)
- Godzi (Aldrig udgivet og ikke tilgængelig på Bootleg, selvom sangen er blevet registeret med BMI)
- We Want The Stones (Faktisk er dette en applaus fra publikummet på 1965 got LIVE if you want it!)